# Hooimille
Hooimille (officieel: Hoymille) is een gemeente in de Franse Westhoek, in het Franse Noorderdepartement (Frans: département du Nord). De gemeente telde op 1 januari 2022 3.206 inwoners. De gemeente ligt in Frans-Vlaanderen in de streek Blootland. Door Hooimille stroomt de Lage Kolme, een deel van de Kolme.

## Naam en geschiedenis
Hooimille is etymologisch gezien afgeleid van "ooimoeras" of "ooibroek". Het grondgebied ervan ontstond in 1067 door de droogmakerijen en de terugtrekking van de zee rond de tiende en de elfde eeuw. Hooimille werd na de Franse Revolutie een gemeente (1790), daarvoor was het een landelijke parochie van de stad Sint-Winoksbergen; die deze stad van voedingsmiddelen voorzag. Tot vandaag de dag heeft Hooimille haar landelijke karakter redelijk kunnen behouden en het is nu voornamelijk een rustige woonplaats voor mensen die in het Duinkerkse werken. In Hooimille staat de Sint-Gerardskerk die gebouwd is tussen 1907 en 1908.

## Bezienswaardigheden
- De Sint-Gerarduskerk (Église Saint-Gérard)
- Het Fort Suisse, een redoute

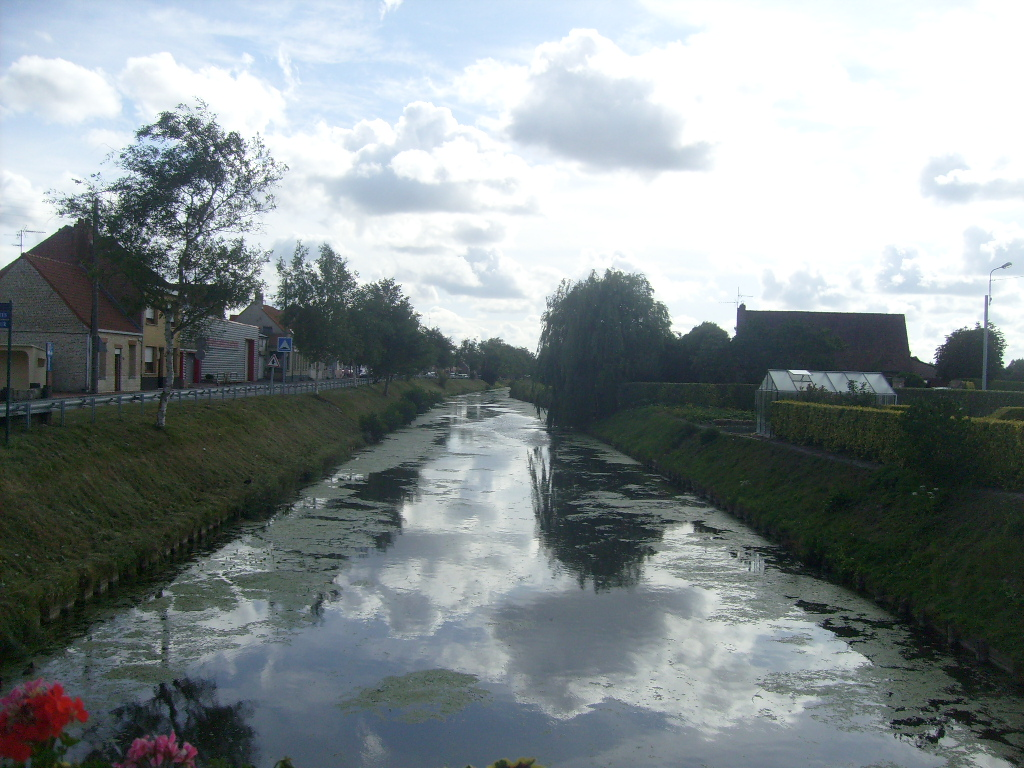
Het Kanaal van de Lage Kolme (Canal de la Basse Colme) in Hooimille
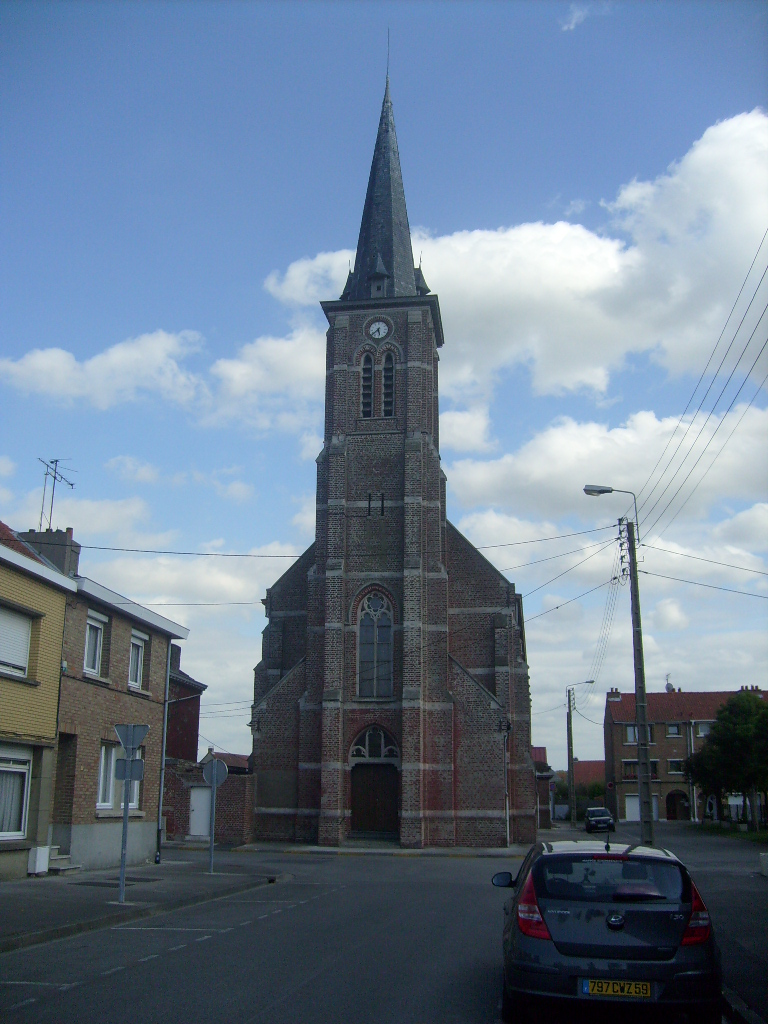
De Sint-Gerardskerk in Hooimille

## Natuur en landschap
Hooimille ligt aan de Lage Kolme (Canal de la Basse Colme). Vanaf ongeveer 1970 werd Hooimille vastgebouwd aan de kom van Sint-Winoksbergen. Hooimille ligt in het Blootland op een hoogte van 1-12 meter. De kom ligt op ongeveer 12 meter hoogte.

## Geografie
De oppervlakte van Hooimille bedroeg op 1 januari 2022 5,53 vierkante kilometer; de bevolkingsdichtheid was toen 579,7 inwoners per km². Zij grenst aan de gemeenten Tetegem, Warrem, Kwaadieper, Sint-Winoksbergen en Koudekerke.
De bebouwing van het dorpscentrum van Hooimille strekt zicht in het westen uit tot aan het stadscentrum van Sint-Winoksbergen. In het noordoosten van de gemeente ligt op de grens met buurgemeente Warrem het gehucht Benkies Meulen of le Benkies Mille.

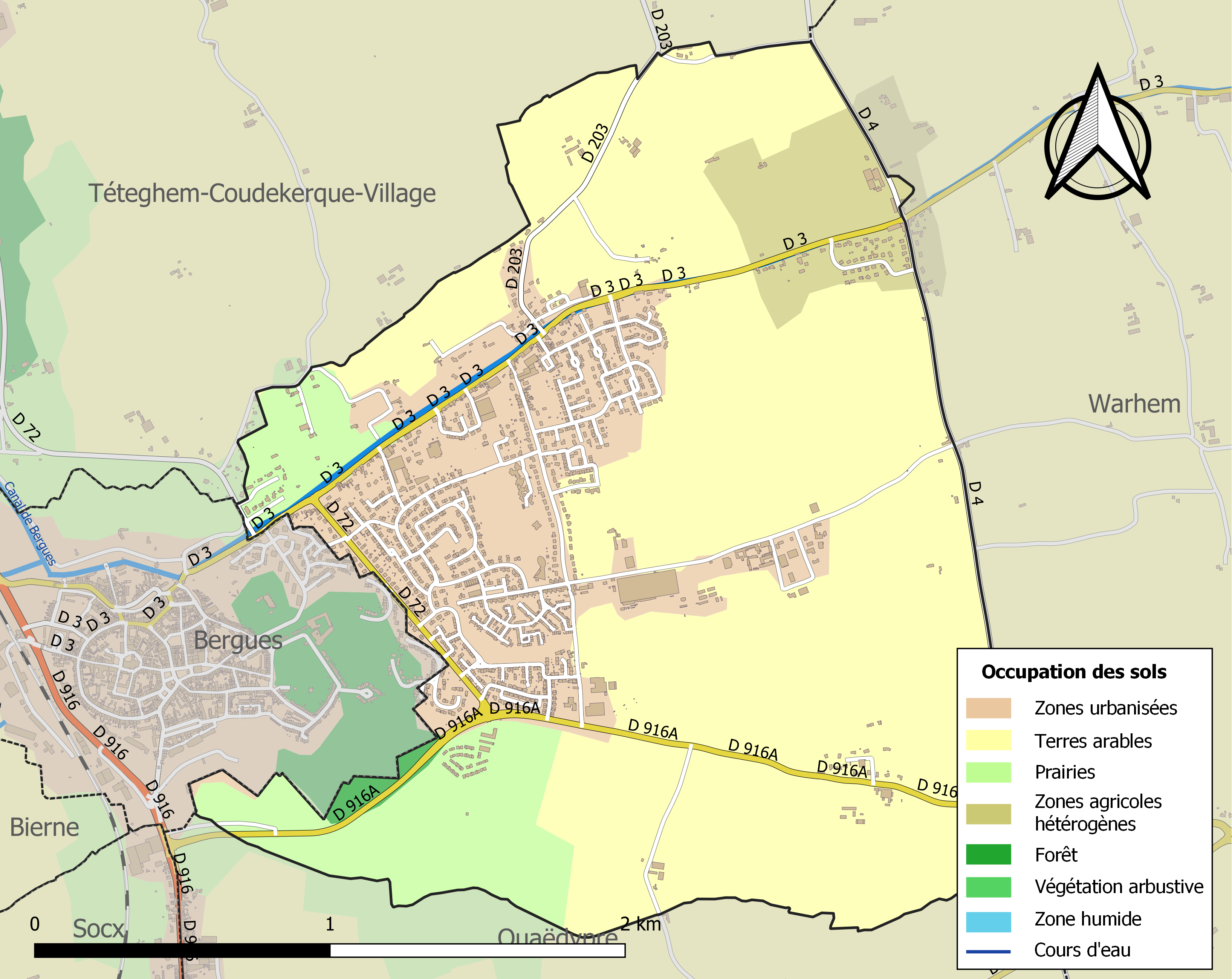
Kaart van de gemeente met belangrijkste infrastructuur, bodemgebruik en omliggende gemeenten

## Demografie
Onderstaande figuur toont het verloop van het inwonertal (bron: INSEE-tellingen).